# پاولوفسکیی پوساد
شهر پاولوفسکی پوساد (به روسی: Павловский Посад) در کشور روسیه و در اوبلاست مسکو واقع شده‌است.